# Arhitektura u 1888.
◄◄ | ◄ | 1885. | 1886. | 1887. | 1888.  | 1889. | 1890. | 1891. | ► | ►►
Arhitektura • Astronomija • Biologija • Film • Fotografija • Glazba • Kazalište • Kemija • Kiparstvo • Knjige • Književnost • Kršćanstvo • Meteorologija • Medicina • Planinarstvo • Politika • Pravo • Promet • Slikarstvo • Šport • Znanost • Zrakoplovstvo • Željeznički promet
Arhitektura u 1888.

## Hrvatska i u Hrvata

### Zgrade i druge građevine
- Početak gradnje kompleksa objekata Režije duhana u Imotskom

## Vanjske poveznice
|  | Zajednički poslužitelj ima još gradiva o temi Arhitektura u 1880-im |